# Attentats suicides en Tchétchénie en juin 2000
 (mars 2025).
Les attentats suicides de juin 2000 en Tchétchénie ont été les premiers attentats suicides à la voiture piégée en Tchétchénie.
Le 6 juin 2000, Khava Barayeva, 17 ans (qui a des liens de parentés avec Arbi Barayev), accompagnée de Luiza Magomadova, 16 ans, a conduit un camion chargé d'explosifs à travers un poste de contrôle d'une base OMON à Alkhan-Yourt en Tchétchénie. Barayeva a fait exploser sa bombe à l'extérieur de la caserne, tuant un certain nombre de policiers paramilitaires (les rebelles ont affirmé que jusqu'à 27 avaient été tués, mais les Russes ont affirmé que seulement deux avaient été tués et cinq blessés).
Un autre attentat suicide, qui a tué deux soldats de l'OMON à un poste de contrôle menant à la base de Khankala, a été perpétré cinq jours plus tard, le 11 juin, par un ancien prisonnier de guerre russe Sergueï Dimitriev qui s'était converti à l'islam et avait rejoint les rebelles pendant sa captivité.